# Interflugflyg 450/742
Interflugflyg 450/742 var ett Interflug-flygplan som kraschade 14 augusti 1972, nära staden Königs Wusterhausen, söder om Berlin. Ombord på flygplanet, en Ilyushin Il-62, fanns 148 passagerare och åtta besättningsmedlemmar, varav ingen överlevde kraschen. På grund av en brand i stjärtfenan förlorade flygplanet sin stjärtfena, vilket ledde till att flygplanet fullständigt förlorade stabilitet och styrbarhet.
Kraschen var den första dödliga olyckan med ett kommersiellt flygplan som involverade Interflug, DDR:s statliga flygbolag, och den allvarligaste flygolyckan någonsin i Tyskland.
Vid den tidpunkten var det den allvarligaste olyckan med en Il-62 (se listor över flygincidenter). Det var den andra dödsolyckan i världen med en Il-62.

## Händelseförlopp
Flygplanet med flygplansregistreringen DM-SEA (fabriksnummer 00702), som togs i bruk i april 1970 som Interflugs första Il-62 och hade genomfört cirka 3 520 flygtimmar före kraschen, lyfte från Berlin-Schönefeld flygplats klockan 16:29 den 14 augusti 1972. Destinationen var Burgas flygplats i Bulgarien. Den 51-årige befälhavaren Heinz Pfaff har flögit Il-62 sedan den introducerades på Interflug och hade totalt 8 100 flygtimmar med över fyra miljoner flygkilometer flygerfarenhet, inklusive som pilot på Il-14 och Il-18. Övriga besättningsmedlemmar var andrepiloten Lothar Walther med 6041 flygtimmar, navigatören Achim Filenius (8570), som hade överlevt Königsbrück-olyckan 1963, flygingenjören Ingolf Stein (2258) och fyra kabinvärdinnor.
Omkring 100 kilometer från Berlin, sydost om Cottbus, märkte besättningen problem med trimmingen av den horisontella stabilisatorn klockan 16:43 på en höjd av cirka 8900 meter. En minut senare, efter samråd med flygtrafikledningen, inleddes återfärden till Berlin-Schönefeld. Klockan 16:51 beslutade besättningen att dumpa fem ton bränsle (bränsledump) för att undvika en landning med övervikt, vilket inleddes tre minuter senare. En vänstersväng gjordes sedan mot Hotel Mike radiofyr söder om Storkow, som kort därefter flögs över. När flygplanet fortsatte att sjunka separerades stjärtfenan, inklusive de horisontella och vertikala stabilisatorerna, från flygkroppen. Detta ledde till en förlust av stabilitet och kontroll över flygplanet. Flygplanet tippade upp och ner och utsattes för kraftiga aerodynamiska påfrestningar, vilket ledde till att en del av den främre flygkroppen och delar av vingarna lossnade i luften. Vragen slog ner marken klockan 17:01, 400 till 600 meter öster om utkanten av Königs Wusterhausen. Så sent som klockan 16:59 hade piloterna rapporterat ökande problem med höjdkontroll i ett sista nödanrop via radio: "Mayday, Mayday, Mayday. Omöjligt att bibehålla höjden, eld, svårigheter med höjdkontroll."
En nödlandning på den närliggande flygplatsen Cottbus kunde potentiellt ha räddat många människor. Förmodligen försökte inte den erfarne kaptenen Heinz Pfaff detta eftersom besättningen inte kunde ha varit medveten om situationens allvar (se nedan).
Utanför tryckkabinen i den bakre delen av IL-62 finns ett dolt utrymme. Där går varmluftsledningar (övertryck, 300 °C) med avluftning från motorn till luftkonditioneringssystemet. Ett läckage uppstod i dessa ledningar och orsakade skador på isoleringen av elkablarna. Detta resulterade i en kortslutning med ljusbågsbildning och antändning av magnesiumlegeringar i strukturen med temperaturer på upp till 2000 °C. De resulterande flygande gnistor orsakade en brand i lastutrymmet bak. På grund av kabelskadorna uppstod det problem med att trimma höjdrodret kort efter start. Mycket brandfarlig avisningsvätska förvarades också i det drabbade bakre lastutrymmet och antändes. Branden upptäcktes inte av besättningen eftersom det inte fanns några branddetektorer i stjärtpartiet av Il-62 vid den tidpunkten. Eftersom det inte fanns någon visuell förbindelse från kabinen till den bakre delen var besättningen omedveten om omfattningen av de tekniska problemen. Som ett resultat av branden förlorade svansdelen sin strukturella stabilitet och separerades från flygkroppen tillsammans med hela svansen. Sedan kraschade planet från en höjd av flera hundra meter och slet av den främre delen av flygkroppen.

## Utredning

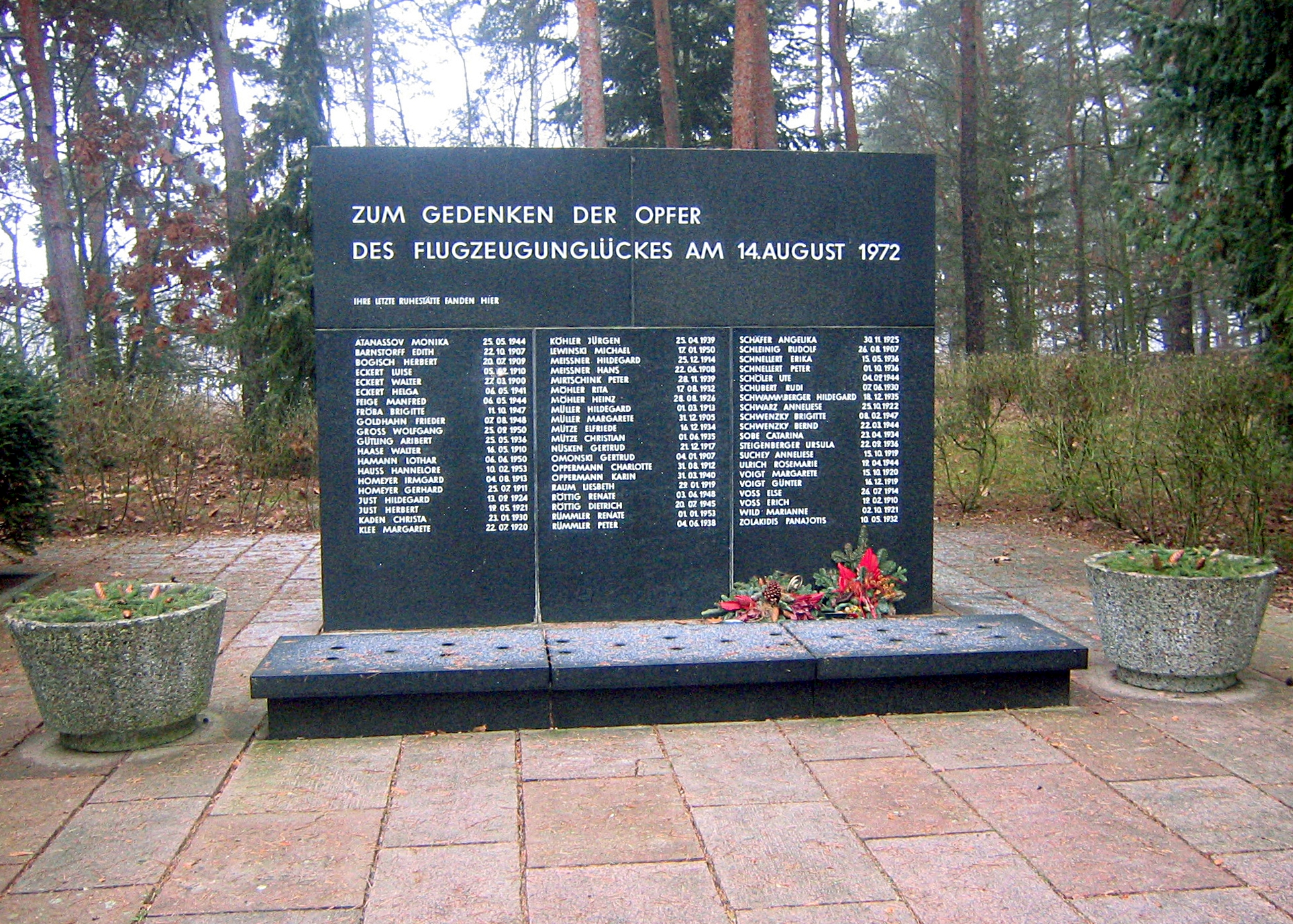
Minnesplakett i Wildau för de 60 offren för olyckan som begravdes där.

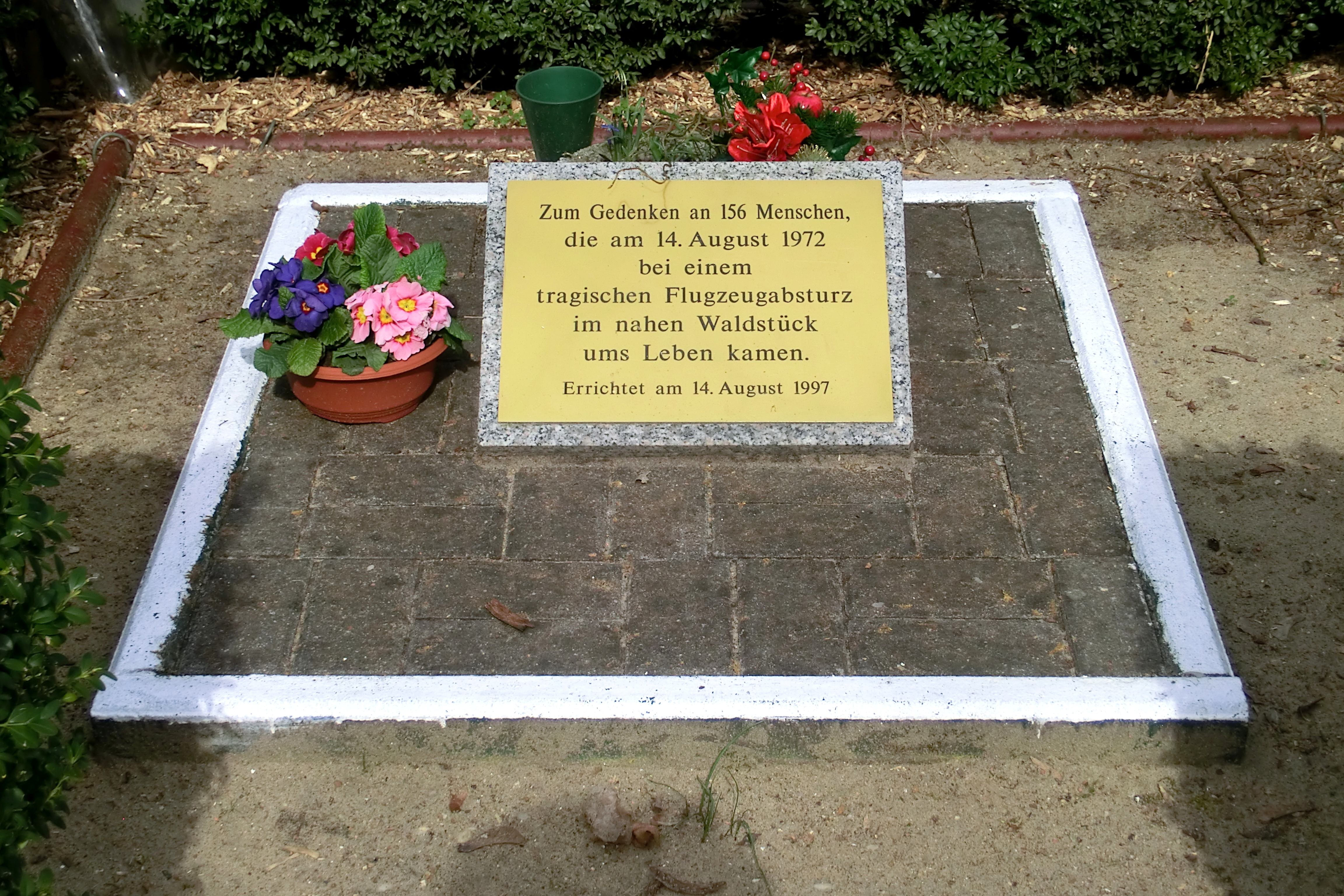
Minnesplakett i Königs Wusterhausen.

DDR:s flyginspektion, kriminalpolisen och Stasi utredde noggrant orsaken till olyckan; deras akter finns bevarade i Förbundsarkivet. Under utredningen stod Interflug Il-62 på marken. Utredningskommissionen drog slutsatsen att de läckande varmluftskanalerna i den trycklösa stjärtsektionen hade orsakat kraschen. Olyckan berodde därför på ett konstruktionsfel, men detta bekräftades aldrig av OKB Iljusjin, vars generalkonstruktör Genrikh Novosjilov var involverad i utredningen. Baserat på dessa resultat gjorde tillverkaren ändringar i Il-62, inklusive installation av ytterligare branddetektorer, släckningsanordningar och ett visningsfönster i den bakre fackväggen. Dessutom beställdes ytterligare regelbundna kontroller-så kallade"speciella klimatkontroller". Under de efterföljande flygningarna av Il-62 uppstod inga andra problem av detta slag.

## Offer
Ett minnesmärke för offren finns på kyrkogården i staden Wildau (distriktet Hoherlehme); det är också en gemensam grav för de 60 offer som namnges på stenen och som inte längre kunde identifieras. I Koenigs-Wusterhausen uppfördes en minnesmärke nära olycksplatsen för att hedra denna olycka.
Bland de omkomna fanns den fyrfaldiga SBZ- och DDR -schackmästaren Gertrud Nüsken.
I augusti 2024, på 52-årsdagen av Koenigs-Wusterhausen-flygolyckan, döptes gatan bredvid vattenverket om till Heinz-Pfaff-Strasse till ära för flygplanets pilot. Tack vare hans handlingar räddades staden från en allvarligare katastrof, och planet kraschade inte in i ett bostadsområde.

## Filmer/Rapporter
- IL 62:ans dödliga flygning. En dokumentär från serien Forgotten Disasters of the Mitteldeutscher Rundfunk (MDR) av Jens Stubenrauch och Titus Richter, 45 minuter; första sändningen 1998
- Interflug IF 450 – Königs Wusterhausen-katastrofen Avsnitt 5 av podcasten Flight Forensics – Krascher och deras historia 44 minuter från 6 juli 2022